# 蒸湘区
蒸湘区为湖南省衡阳市市辖区，该区位于衡阳市城区西部，东起蒸湘南北路，西至衡阳县樟树乡和衡南县三塘镇，南接雁峰区岳屏镇和衡南县车江镇，北连蒸水及石鼓区角山乡。辖域总面积101平方公里，常住总人口約48万人。区人民政府驻船山路。

## 行政区划
蒸湘区下辖4个街道办事处、2个镇：
蒸湘街道、红湘街道、华兴街道、联合街道、呆鹰岭镇和雨母山镇。

## 人口
根据湖南省衡阳市第七次全国人口普查公报显示：蒸湘区常住人口为478072人，男性人口占比50.9%，女性人口占比49.1%，年龄结构中0-14岁占比18.02%，15-59岁占比67.25%，60岁以上占比14.73%，65岁以上占比10.19%。

## 历史
蒸湘区为2001年4月4日新成立的市辖区，成立时辖原城北区的蒸湘街道，原城南区的联合街道和原郊区的西湖乡（不含五一、建设、友爱、江霞4个村）、湘江乡的杨柳村、岳屏乡的联合、岳屏、北塘3个村以及衡南县雨母山乡、衡阳县的呆鹰岭镇。
| 2001年湖南省衡阳市区划调整 根据2001年4月4日国务院(国函[2001]34号) | |
| 撤销 市辖区                                                       | 撤销原有四个市辖区：江东区、城南区、城北区、郊区。 |
| 新成立 市辖区                                                     | 新设立四个市辖区：珠晖区、雁峰区、石鼓区、蒸湘区。 |
| 珠晖区                                                            | 辖原江东区的行政区域以及原郊区的和平、酃湖、东阳渡3个乡和茶山坳镇。区政府驻湘江东路。 |
| 雁峰区                                                            | 辖原城南区的雁峰、白沙洲、黄茶岭、天马山、先锋路5个街道和原郊区的湘江乡（不含杨柳村）、岳屏乡（不含联合、岳屏、北塘3个村）以及衡南县的文昌乡。区政府驻湘江南路。                                   |
| 石鼓区                                                            | 辖原城北区的人民路、潇湘、青山、五一、合江5个街道和原郊区的黄沙湾街道、松木乡、西湖乡的五一、建设、友爱、江霞4个村以及原属衡阳县的角山乡。区政府驻司前街。                                         |
| 蒸湘区                                                            | 辖原城北区的蒸湘街道，原城南区的联合街道和原郊区的西湖乡（不含五一、建设、友爱、江霞4个村）、湘江乡的杨柳村、岳屏乡的联合、岳屏、北塘3个村以及衡南县的雨母山乡、衡阳县的呆鹰岭镇。区政府驻船山路。 |